# Zohūābād
Zohūābād (persiska: زهو آباد) är en ort i Iran.   Den ligger i provinsen Khuzestan, i den centrala delen av landet, 500 km sydväst om huvudstaden Teheran. Zohūābād ligger 30 meter över havet och antalet invånare är 228.
Terrängen runt Zohūābād är mycket platt. Runt Zohūābād är det ganska tätbefolkat, med 129 invånare per kvadratkilometer. Närmaste större samhälle är Zovīyeh-ye Do, 10,1 km sydväst om Zohūābād. Omgivningarna runt Zohūābād är i huvudsak ett öppet busklandskap.